# Permanentni električni dipol
Permanèntni eléktrični dípol je električni dipol, ki obstaja neodvisno od zunanjega električnega polja. Pri nekaterih molekulah težišči pozitivnega in negativnega naboja ne sovpadata; takšne molekule se obnašajo kot permanentni električni dipoli in sestavljajo polarne snovi, npr. vodo.
Pri nepolarnih snoveh, nasprotno, atomi ali molekule izven električnega polja nimajo električnega dipolnega momenta, ta pa se vzpostavi kot odziv na zunanje električno polje. To je inducirani električni dipol.